# Mendatica
Mendatica (ligur nyelven Mendàiga vagy Mendéga) egy olasz község Liguria régióban, Imperia megyében

## Földrajz
Mendatica Cuneo és Imperia megyék határán, Imperiától 33 km-re helyezkedik el.
A vele szomszédos települések Briga Alta (Cuneo megye), Cosio di Arroscia, Montegrosso Pian Latte és Triora.

## Népesség
| Lakosok száma | 245  | 226  | 187  | 187  | 165  |
|               | 2001 | 2010 | 2017 | 2018 | 2023 |

## Gazdaság
Legjelentősebb bevételi forrása az idegenforgalom, valamint a mezőgazdaság.

## Fordítás
- Ez a szócikk részben vagy egészben  a   Mendatica című olasz Wikipédia-szócikk fordításán alapul.  Az eredeti cikk szerkesztőit annak laptörténete sorolja fel. Ez a jelzés csupán a megfogalmazás eredetét és a szerzői jogokat jelzi, nem szolgál a cikkben szereplő információk forrásmegjelöléseként.